# Novoannyinszkiji járás

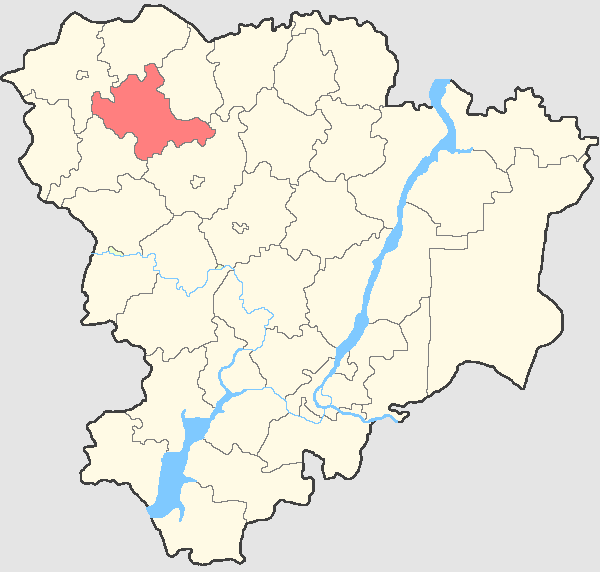
A Novoannyinszkiji járás a Volgográdi területen

A Novoannyinszkiji járás (oroszul Новоаннинский муниципальный район) Oroszország egyik járása a Volgográdi területen. Székhelye Novoannyinszkij.

## Népesség
- 1989-ben 44 758 lakosa volt.
- 2002-ben 41 611 lakosa volt, melynek 11%-a kazah.
- 2010-ben 37 306 lakosa volt, melyből 34 768 orosz, 423 ukrán, 310 örmény, 305 ezid, 201 mari, 181 kazah, 178 csuvas, 137 cigány, 104 tatár, 92 azeri, 60 fehérorosz, 33 német, 32 üzbég, 23 kumik, 18 mordvin, 17 grúz, 17 moldáv, 17 udmurt, 16 tadzsik, 10 türkmén stb.